# Lembit Maurer
Lembit Maurer (15 de novembro de 1929 - 22 de novembro de 2006) foi um boxeador e treinador de boxe estoniano.
Nasceu em Narva. Em 1950 graduou-se na escola de Educação Física de Tallinn. Começou a treinar boxe em 1945, treinado por Nigul Maatsoo e Martin Linnamäe.
Ganhou duas medalhas de bronze (1953 e 1956) nos campeonatos da União Soviética. Em 1951 ganhou o Campeonato de Moscovo. Ele foi 8 vezes campeão do Báltico e 5 vezes campeão da Estónia.
Foi casado com a nadadora estoniana Eve-Mai Maurer.